# Vishal (voornaam)
Vishal is een jongensnaam uit het Indiase talengebied en betekent 'groots, magnifiek, geweldig, overweldigend' alsmede 'zoon van Vishnoe', een van de drie oppergoden der hindoes. In de oude Indiase geschriften wordt de naam vaak ook omschreven als 'de onnavolgbare, hij die onmogelijke dromen droomt, hij die streeft naar de hemel'.
Sinds de komst van de Hindoestaanse gemeenschap uit Suriname, sinds de jaren 70 van de vorige eeuw, wordt de naam ook steeds vaker in Nederland gehoord. Vishal wordt tevens gebruikt als bijvoeglijk naamwoord in Indo-Arische talen zoals Hindi, Marathi en Gujarati. Het woord komt uit het Sanskriet.
Vaishali was een van de favoriete aardse plekken van Boeddha. Het is vernoemd naar koning Vishal, de grote hindoeleider tijdens de tijdperken van de Ramayana, het aloude hindoe epos.